# Choi Soon-ho
Choi Soon-ho (kor. 최순호; * 10. Januar 1962 in Cheongju, Chungcheongbuk-do) ist ein ehemaliger südkoreanischer Fußballspieler und heutiger -trainer. Als Spieler verbrachte er den Großteil seiner Karriere in Südkorea beim Erstligisten Pohang Steelers. Bis 2019 stand er als Trainer beim FC Pohang Steelers unter Vertrag.

## Karriere als Spieler

### Verein
In seiner Jugend spielte Choi Soon-ho im Fußballteam der Kwangwoon University. 1983 wurde er von den Pohang Steelers (damals noch Pohang POSCO Atoms) unter Vertrag genommen. Der Verein wurde in diesem Jahr in die neugegründete K League aufgenommen. Für Pohang POSCO Atoms spielte Choi vier Jahre und erzielte dabei in 55 Spielen 21 Tore. Er wurde 1986 mit seinem Verein zum ersten Mal Meister. Anfang 1988 wechselte er zum FC Seoul (damals noch Lucky Goldstar Hwangso), konnte dort allerdings nicht an seine Leistung anknüpfen. 1990 konnte er seinen zweiten Meistertitel feiern, hatte an dem Erfolg aber nur einen kleinen Anteil. In den drei Spielzeiten erzielte in 28 Spielen zwei Tore.
1991 kehrte er für eine Saison wieder zu Pohang zurück. Dort konnte er ebenfalls nicht mehr an seine Anfangsleistung anknüpfen; in 16 Einsätzen erzielte er keine Tore. Daraufhin wechselte er zu AF Rodez nach Frankreich in die zweitklassige Ligue 2 und unterschrieb dort einen Einjahresvertrag. Nach 18 Einsätzen und zwei Toren beendete er dort 1993 seine Spielerkarriere.

### Nationalmannschaft
Zuerst kam Choi in Südkoreas U-20-Auswahl zum Einsatz. Er nahm zunächst an der Junioren-Weltmeisterschaft 1979 teil, kam dabei aber nicht über die Gruppenphase hinaus. Danach gewann er die Asienmeisterschaft 1980 und qualifizierte sich damit für die Junioren-Weltmeisterschaft 1981, an der er ebenfalls teilnahm. In allen drei Wettbewerben kam Choi in allen Spielen zum Einsatz.
Sein Debüt für die A-Nationalmannschaft hatte er im August 1980 im Wettbewerb des President’s Cup. In seiner elfjährigen Zugehörigkeit erzielte er bei 97 Einsätzen insgesamt 30 Tore. Zu den Erfolgen gehören unter anderem der zweite Platz bei der Asienmeisterschaft 1980, die Goldmedaille bei den Asienspielen 1986, die Bronzemedaille vier Jahre später und die Teilnahme an der Weltmeisterschaft 1990 in Deutschland.
1980 wurde er mit sieben Tore zusammen mit dem Iraner Behtash Fariba Torschützenkönig der Asienmeisterschaft.

## Karriere als Trainer
1992 verkündete Pohang POSCO Atoms ihn als Co-Trainer verpflichtet zu haben. Sein Vertrag lief Ende 1993 aus. Sechs Jahre später verpflichtete ihn erneut als Co-Trainer. Anfang 2000 wurde er zum Haupttrainer ernannt. 2004 wurde er mit dem Verein Vizemeister, das Meisterschaftsfinale verloren sie im Elfmeterschießen gegen die Suwon Samsung Bluewings. Nach der Saison verließ er den Verein.
2006 verpflichtet ihn der Drittligist Ulsan Hyundai Mipo Dolphin FC für drei Jahre. Er führte den Verein 2007 und 2008 jeweils zur Meisterschaft. Danach war er zwei Jahre Trainer beim Gangwon FC, ehe er von 2012 bis 2013 die Reservemannschaft des FC Seoul betreute. Im September 2016 übernahm er das Traineramt bei den Pohang Steelers, die in der Saison in Abstiegsgefahr geraten waren. Sein erstes Spiel dort konnte er gewinnen, erreichte in den nächsten zwei Spielen allerdings nur zwei Punkte. Durch einen 1:0-Sieg am letzten Spieltag gegen den Seongnam FC wurde der Klassenerhalt gesichert.

## Erfolge

### Als Spieler
Mit Pohang
- Südkoreanischer Meister: 1986
- Südkoreanischer Vizemeister: 1985, 1987

Mit Lucky-Goldstar
- Südkoreanischer Meister: 1990
- Südkoreanischer Vizemeister: 1989

Mit der Nationalmannschaft
- Goldmedaille der Asienspiele: 1986
- Bronzemedaille der Asienspiele: 1990
- Zweiter Platz und Torschützenkönig der Asienmeisterschaft: 1980

### Als Trainer
- Südkoreanischer Vizemeister: 2004
- Meister der Korea National League: 2007, 2008